# Международный конкурс пианистов в Лидсе
Международный конкурс пианистов в Лидсе (англ. Leeds International Pianoforte Competition) — конкурс исполнителей академической музыки, проходящий в Лидсе каждые три года начиная с 1963 г. Основан пианисткой и музыкальным педагогом Фанни Ватерман при содействии пианистки Марион Штайн (в начале 1960-х гг. по мужу графини Харвуд); Ватерман была художественным руководителем конкурса, а с 1981 г. возглавляет также и жюри.

## Лауреаты конкурса
| 1963 | Майкл Ролл (Великобритания) (вторая премия — Владимир Крайнев)                            |
| 1966 | Рафаэль Ороско (Испания) (вторая премия — Виктория Постникова, третья — Алексей Наседкин) |
| 1969 | Раду Лупу (Румыния) (вторая премия — Жорж Плудермахер)                                    |
| 1972 | Мюррей Перайя (США)                                                                       |
| 1975 | Дмитрий Алексеев (СССР) (вторая премия — Мицуко Утида)                                    |
| 1978 | Мишель Дальберто (Франция)                                                                |
| 1981 | Йен Хобсон (Великобритания)                                                               |
| 1984 | Джон Кимура Паркер (Канада)                                                               |
| 1987 | Владимир Овчинников (СССР)                                                                |
| 1990 | Артур Писарро (Португалия) (вторая премия — Ларс Фогт)                                    |
| 1993 | Рикардо Кастро (Бразилия)                                                                 |
| 1996 | Илья Итин (Россия) (вторая премия — Роберто Коминати)                                     |
| 2000 | Алессио Бакс (Италия)                                                                     |
| 2003 | Антти Сиирала (Финляндия) (вторая премия Евгения Рубинова)                                |
| 2006 | Ким Сон Ук (Южная Корея)                                                                  |
| 2009 | Софья Гуляк (Россия) (вторая премия — Алексей Горлач)                                     |
| 2012 | Федерико Колли (Италия)                                                                   |

2021  Алим Беймембаев (Казахстан) 